# Santa Magdalena de Polpís
Santa Magdalena de Polpís és un municipi del País Valencià situat a la comarca del Baix Maestrat.
Limita amb Cervera del Maestrat, Peníscola, Alcalà de Xivert i la Salzadella.

## Geografia
La part oriental del terme municipal se situa en els estreps de la serra d'Irta.

## Història
Té com a primer antecedent poblacional el castell musulmà de Polpís i un petit caseriu situat als seus peus; en 1190 Alfons II (1157-1196) fa un intent fallit de conquesta amb l'ajuda de l'orde del Temple, a la qual promet el senyoriu, conquistat el 1233 per Jaume I (1208-1276) i donat a l'orde de Calatrava, en poder de la qual roman fins a 1280, en què el mestre del Temple fa acomplir la promesa d'Alfons II i s'adjudica el senyoriu; en 1280, aquest li donà carta de població en febrer del 1287, a Fur de València; en 1319 recau en l'orde de Montesa dintre de la comanda d'Alcalà; en 1616 passa a dependre d'Alcalà de Xivert del qual es va separar a les primeries del segle xix.

## Demografia
En l'últim terç del segle xix la població creix fins a arribar a un màxim el 1910. En tot el segle xx s'evidencia un fort retrocés demogràfic, sols aturat en el començament del segle xxi, aprofitant el fort creixement econòmic generalitzat.
| Evolució demogràfica (des de 1877) Censos de població | Evolució demogràfica (des de 1877) Censos de població | Evolució demogràfica (des de 1877) Censos de població |
| ----------------------------------------------------- | ----------------------------------------------------- | ----------------------------------------------------- |
|                                                       |                                                       |                                                       |
|                                                       |                                                       |                                                       |
|                                                       | Font: Institut Nacional d'Estadística                 |                                                       |

| Evolució demogràfica (des de 2000) Censos de població | Evolució demogràfica (des de 2000) Censos de població | Evolució demogràfica (des de 2000) Censos de població |
| ----------------------------------------------------- | ----------------------------------------------------- | ----------------------------------------------------- |
|                                                       |                                                       |                                                       |
|                                                       |                                                       |                                                       |
|                                                       | Font: Institut Nacional d'Estadística                 |                                                       |

| Evolució demogràfica en els darrers anys Padró d'habitants | Evolució demogràfica en els darrers anys Padró d'habitants | Evolució demogràfica en els darrers anys Padró d'habitants | Evolució demogràfica en els darrers anys Padró d'habitants | Evolució demogràfica en els darrers anys Padró d'habitants | Evolució demogràfica en els darrers anys Padró d'habitants | Evolució demogràfica en els darrers anys Padró d'habitants | Evolució demogràfica en els darrers anys Padró d'habitants | Evolució demogràfica en els darrers anys Padró d'habitants | Evolució demogràfica en els darrers anys Padró d'habitants | Evolució demogràfica en els darrers anys Padró d'habitants | Evolució demogràfica en els darrers anys Padró d'habitants | Evolució demogràfica en els darrers anys Padró d'habitants | Evolució demogràfica en els darrers anys Padró d'habitants | Evolució demogràfica en els darrers anys Padró d'habitants | Evolució demogràfica en els darrers anys Padró d'habitants | Evolució demogràfica en els darrers anys Padró d'habitants | Evolució demogràfica en els darrers anys Padró d'habitants | Evolució demogràfica en els darrers anys Padró d'habitants | Evolució demogràfica en els darrers anys Padró d'habitants |
| Any                                                        | 2000                                                       | 2001                                                       | 2002                                                       | 2003                                                       | 2004                                                       | 2005                                                       | 2006                                                       | 2007                                                       | 2008                                                       | 2009                                                       | 2010                                                       | 2011                                                       | 2012                                                       | 2013                                                       | 2014                                                       | 2015                                                       | 2016                                                       | 2017                                                       | 2018                                                       |
| ---------------------------------------------------------- | ---------------------------------------------------------- | ---------------------------------------------------------- | ---------------------------------------------------------- | ---------------------------------------------------------- | ---------------------------------------------------------- | ---------------------------------------------------------- | ---------------------------------------------------------- | ---------------------------------------------------------- | ---------------------------------------------------------- | ---------------------------------------------------------- | ---------------------------------------------------------- | ---------------------------------------------------------- | ---------------------------------------------------------- | ---------------------------------------------------------- | ---------------------------------------------------------- | ---------------------------------------------------------- | ---------------------------------------------------------- | ---------------------------------------------------------- | ---------------------------------------------------------- |
| Població                                                   | 723                                                        | 744                                                        | 786                                                        | 788                                                        | 812                                                        | 835                                                        | 836                                                        | 826                                                        | 874                                                        | 873                                                        | 841                                                        | 848                                                        | 876                                                        | 891                                                        | 830                                                        | 810                                                        | 791                                                        | 765                                                        | 761                                                        |

## Economia
Malgrat que darrerament s'hi nota l'activitat turística propiciada per la propera Peníscola la principal activitat econòmica és l'agricultura de secà (oliva, ametla garrofa) i en menor mida el taronger. La indústria està representada per algunes empreses dedicades al marbre i una fàbrica de prefabricats de formigó.

## Política i govern

### Composició de la Corporació Municipal
El Ple de l'Ajuntament està format per 7 regidors. En les eleccions municipals de 26 de maig de 2019 foren elegits 6 regidors del Partit Socialista del País Valencià (PSPV-PSOE) i 1 del Partit Popular (PP).
| Eleccions municipals de 26 de maig de 2019 - Santa Magdalena de Polpís                                                         |                                          |                                     |                                     |      |          |          |
| Candidatura | Candidatura                              | Candidatura                         | Cap de llista                       | Vots | Vots     | Regidors |
| | Partit Socialista del País Valencià-PSOE |                                     | Sergio Bou Ayza                     | 340  | 74,40%   | 6 ()     |
| | Partit Popular                           |                                     | Víctor José Cervera Colom           | 92   | 20,13%   | 1 ()     |
| | Altres candidatures                      |                                     |                                     | 20   | 4,38%    | 0        |
| | Vots en blanc                            |                                     |                                     | 5    | 1,09%    |          |
| Total vots vàlids i regidors                                                                                                   | Total vots vàlids i regidors             | Total vots vàlids i regidors        | Total vots vàlids i regidors        | 457  | 100 %    | 7        |
| | Vots nuls                                | Vots nuls                           | Vots nuls                           | 19   | 3,99%    |          |
| Participació (vots vàlids més nuls)                                                                                            | Participació (vots vàlids més nuls)      | Participació (vots vàlids més nuls) | Participació (vots vàlids més nuls) | 476  | 81,79%** |          |
| Abstenció | Abstenció                                | Abstenció                           | Abstenció                           | 106* | 18,21%** |          |
| Total cens electoral | Total cens electoral                     | Total cens electoral                | Total cens electoral                | 582* | 100 %**  |          |
| Alcalde: Sergio Bou Ayza (PSPV) (15/06/2019) Per majoria absoluta dels vots dels regidors                                      |                                          |                                     |                                     |      |          |          |
| Fonts: JEC, JEZ Vinaròs, M. Interior, Periòdic Ara. (* No són vots sinó electors. ** Percentatge respecte del cens electoral.) |                                          |                                     |                                     |      |          |          |

### Alcaldia
Des de 2007 l'alcalde de Santa Magdalena de Polpís és Sergio Bou Ayza, del Partit Socialista del País Valencià (PSPV-PSOE).
| Període                       | Alcalde o alcaldessa          | Partit polític | Data de possessió | Observacions |
| ----------------------------- | ----------------------------- | -------------- | ----------------- | ------------ |
| 1979–1983                     | Luis Sospedra Tortajada       | PSPV-PSOE      | 19/04/1979        | --           |
| 1983–1987                     | Luis Sospedra Tortajada       | PSPV-PSOE      | 28/05/1983        | --           |
| 1987–1991                     | Luis Sospedra Tortajada       | PSPV-PSOE      | 30/06/1987        | --           |
| 1991–1995                     | Luis Sospedra Tortajada       | PSPV-PSOE      | 15/06/1991        | --           |
| 1995–1999                     | José Miguel Tortajada Segarra | PP             | 17/06/1995        | --           |
| 1999–2003                     | José Miguel Tortajada Segarra | PP             | 03/07/1999        | --           |
| 2003–2007                     | José Miguel Tortajada Segarra | PP             | 14/06/2003        | --           |
| 2007–2011                     | Sergio Bou Ayza               | PSPV-PSOE      | 16/06/2007        | --           |
| 2011–2015                     | Sergio Bou Ayza               | PSPV-PSOE      | 11/06/2011        | --           |
| 2015–2019                     | Sergio Bou Ayza               | PSPV-PSOE      | 13/06/2015        | --           |
| 2019-2023                     | Sergio Bou Ayza               | PSPV-PSOE      | 15/06/2019        | --           |
| Des de 2023                   | Sergio Bou Ayza               | PSPV-PSOE      | 17/06/2023        | --           |
| Fonts: Generalitat Valenciana |                               |                |                   |              |

## Monuments
- Castell de Polpís. Segle XI. En estat de ruïna, però manifestament recuperable. Destaca la torre de l'Homenatge. D'origen àrab.
- Església de Santa Maria Magdalena. Aixecada en 1819 sobre una capella de 1330 que s'hi conserva.

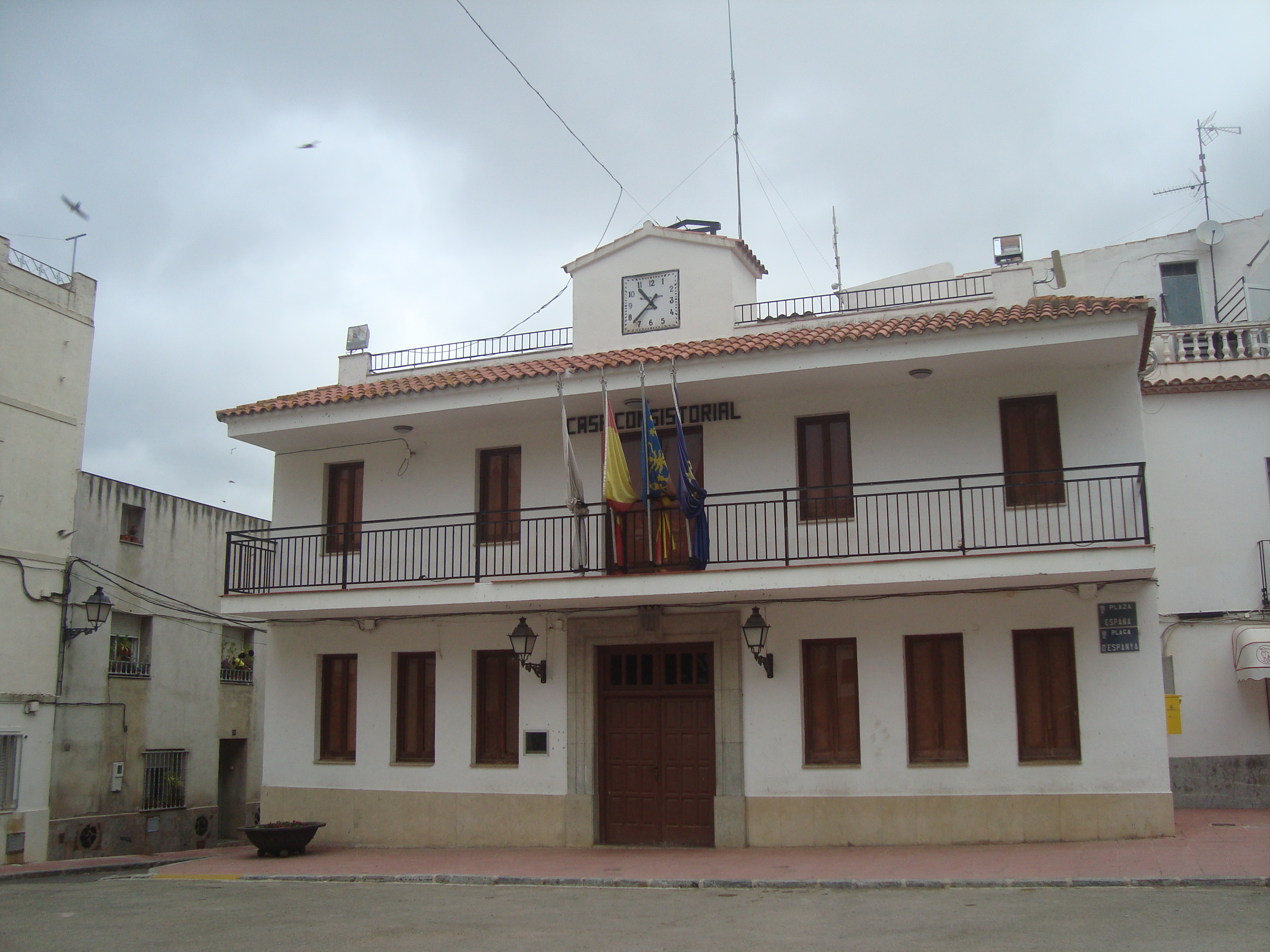
Ajuntament de Santa Magdalena de Polpis

- Ermita de Sant Vicent.
- Ajuntament de Santa Magdalena de PolpisAjuntament.
- Arcs romans.

## Festes i celebracions
- Sant Antoni. El 17 de gener.
- Sant Vicent. Romiatge a l'ermita el diumenge següent al Dilluns de Pasqua.
- Festes patronals. El 22 de juliol en honor de Santa Magdalena.